# Campionati mondiali juniores di skeleton 2018
I Campionati mondiali juniores di skeleton 2018 sono stati la sedicesima edizione della rassegna iridata juniores dello skeleton, manifestazione organizzata annualmente dalla Federazione Internazionale di Bob e Skeleton. Si sono disputati il 25 gennaio 2018 a Sankt Moritz, in Svizzera, sulla pista Olympia Bobrun St. Moritz–Celerina, il tracciato naturale sul quale si svolsero le competizioni del bob e dello skeleton ai Giochi di Sankt Moritz 1928 e di Sankt Moritz 1948 e la rassegna iridata juniores del 2010. La località elvetica ha quindi ospitato le competizioni mondiali di categoria per la seconda volta nel singolo femminile e in quello maschile.

## Risultati

### Singolo donne
La gara è stata disputata il 25 gennaio 2018 nell'arco di due manches e hanno preso parte alla competizione 21 atlete in rappresentanza di 11 differenti nazioni.
Campionessa uscente era la russa Julija Kanakina, giunta seconda al traguardo in questa edizione; il titolo è stato pertanto vinto dalla tedesca Anna Fernstädt, già bronzo nel 2016, sopravanzando Julija Kanakina, vincitrice della medaglia d'argento, e l'altra atleta tedesca Susanne Kreher, alla sua prima medaglia iridata di categoria, cui andò il bronzo.
| Pos. | Atlete                | Nazione       | 1ª manche | 2ª manche | Totale  | Distacco |
| ---- | --------------------- | ------------- | --------- | --------- | ------- | -------- |
|      | Anna Fernstädt        | Germania      | 1'10"01   | 1'10"06   | 2'20"07 | –        |
|      | Julija Kanakina       | Russia        | 1'10"42   | 1'10"46   | 2'20"88 | +0"81    |
|      | Susanne Kreher        | Germania      | 1'10"56   | 1'10"52   | 2'21"08 | +1"01    |
| 4    | Janine Becker         | Germania      | 1'10"69   | 1'10"63   | 2'21"32 | +1"25    |
| 5    | Alina Tararyčenkova   | Russia        | 1'11"02   | 1'10"35   | 2'21"37 | +1"30    |
| 6    | Madelaine Smith       | Gran Bretagna | 1'10"72   | 1'10"71   | 2'21"43 | +1"36    |
| 7    | Madison Charney       | Canada        | 1'11"10   | 1'10"95   | 2'22"05 | +1"98    |
| 8    | Alena Frolova         | Russia        | 1'11"42   | 1'10"91   | 2'22"33 | +2"26    |
| 9    | Ashleigh Fay Pittaway | Gran Bretagna | 1'11"43   | 1'10"99   | 2'22"42 | +2"35    |
| 10   | Agathe Bessard        | Francia       | 1'11"79   | 1'11"62   | 2'23"41 | +3"34    |

Nota: in grassetto il miglior tempo di manche.

### Singolo uomini
La gara è stata disputata il 25 gennaio 2018 nell'arco di due manches e hanno preso parte alla competizione 25 atleti in rappresentanza di 15 differenti nazioni
Campione uscente era il russo Nikita Tregubov, vincitore delle ultime tre rassegne iridate juniores, il quale confermò il titolo anche in questa edizione, sopravanzando il connazionale Vladislav Marčenkov, vincitore della medaglia d'argento, e il tedesco Felix Keisinger, cui andò il bronzo. Per Marčenkov e Keisinger si trattò della prima medaglia iridata di categoria.
| Pos. | Atlete                  | Nazione  | 1ª manche | 2ª manche | Totale  | Distacco |
| ---- | ----------------------- | -------- | --------- | --------- | ------- | -------- |
|      | Nikita Tregubov         | Russia   | 1'08"05   | 1'08"31   | 2'16"36 | –        |
|      | Vladislav Marčenkov     | Russia   | 1'08"53   | 1'08"76   | 2'17"29 | +0"93    |
|      | Felix Keisinger         | Germania | 1'08"68   | 1'08"78   | 2'17"46 | +1"10    |
| 4    | Evgenij Rukosuev        | Russia   | 1'08"74   | 1'09"05   | 2'17"79 | +1"43    |
| 5    | Katsuyuki Miyajima      | Giappone | 1'08"92   | 1'09"19   | 2'18"11 | +1"75    |
| 6    | Felix Seibel            | Germania | 1'09"28   | 1'09"45   | 2'18"73 | +2"37    |
| 7    | Krists Netlaus          | Lettonia | 1'09"3    | 1'09"41   | 2'18"94 | +2"58    |
| 8    | Geng Wenqiang           | Cina     | 1'09"65   | 1'09"62   | 2'19"27 | +2"91    |
| 9    | Yan Wengang             | Cina     | 1'09"65   | 1'09"68   | 2'19"33 | +2"97    |
| 10   | Mihail Sebastian Enache | Romania  | 1'09"58   | 1'09"86   | 2'19"44 | +3"08    |

Nota: in grassetto il miglior tempo di manche.

## Medagliere
| Pos.   | Nazione  | Oro | Argento | Bronzo | Totale |
| ------ | -------- | --- | ------- | ------ | ------ |
| 1      | Russia   | 1   | 2       | 0      | 3      |
| 2      | Germania | 1   | 0       | 2      | 3      |
| Totale | Totale   | 2   | 2       | 2      | 6      |